# 1323

## أحداث
- 18 يوليو - تطويب توماس الأكويني وتقنينه.[1]
- 12 أغسطس - عقد معاهدة نوتيبورغ بين السويد وجمهورية نوفغورود، لرسم الحدود بين البلدين.

## وفيات
- إيزابيلا من بورغندي، ملكة ألمانيا ملكة ألمانيا القرينة
- ابن الفوطي مؤرخ
- رينشان
- ماريا من هنغاريا (ملكة نابولي)
- محمد بن آجروم
- مال خاتون زوجة عثمان الأول